# Tuili, Sardinien
Tuili är en ort och kommun i provinsen Sydsardinien i regionen Sardinien i sydvästra Italien. Kommunen hade 1 001 invånare (2017).